# Lycée franco-libanais Verdun
Le lycée franco-libanais Verdun est un établissement scolaire francophone situé rue Verdun à Beyrouth au Liban. Il est membre de la Mission laïque française.
Le lycée Verdun (maternelle, primaire, complémentaire et secondaire) prépare les élèves au baccalauréat français et suit les programmes officiels du ministère de l’Éducation nationale français. Le lycée Verdun prépare également les élèves au baccalauréat libanais.

## Histoire
L’établissement d’enseignement français qui allait devenir le lycée franco-libanais de Verdun fut créé en 1951 dans les quartiers ouest de Beyrouth près de la corniche. D’abord annexe du lycée de jeunes filles, il n’acquiert son autonomie qu’en octobre 1985. Ce n’est encore qu’une très grosse école primaire qui accueille 1903 élèves à la rentrée 1991 avec 676 élèves en maternelle et 1227 en primaire.
En 1992, création du cycle secondaire. En 1999 le lycée Verdun présente pour la première fois des candidats au baccalauréat. En 2002, ouverture des classes de brevet de technicien supérieur (BTS). En 2014, le lycée Verdun inaugure en présence du président de la Mission Laïque Française et de Lilian Thuram son Pôle Sportif.